# Dublin (Kalifornija)
Dublin je grad u američkoj saveznoj državi Kalifornija. Prema popisu stanovništva iz 2010. u njemu je živjelo 46,036 stanovnika.